# Jean Genet

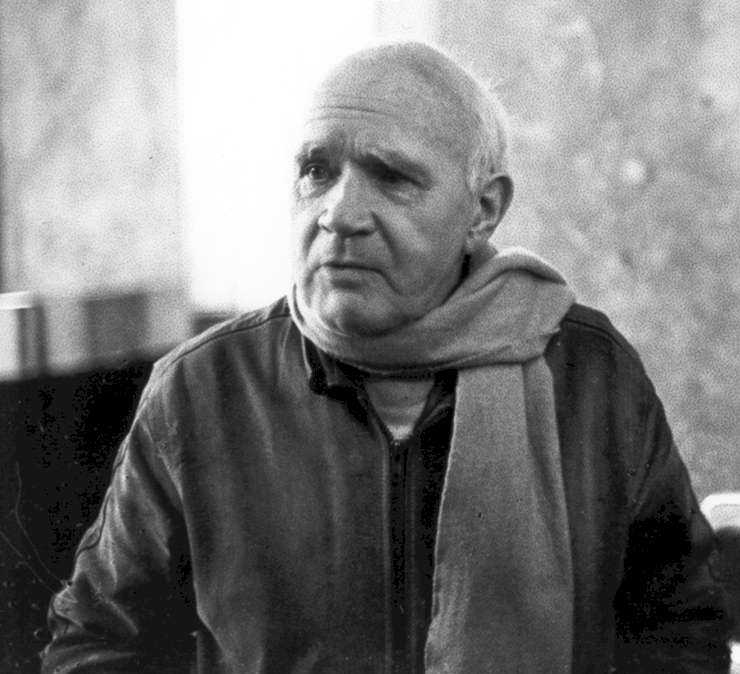
Jean Genet (1983)

Jean Genet (Parijs, 19 december 1910 — aldaar, 15 april 1986) was een Frans schrijver en dichter.

## Biografie
Genet was een kind uit een buitenechtelijke relatie. Zijn moeder liet hem achter bij de Assistance Publique (Burgerlijk Armenbestuur). Genet bracht zijn vroege jeugd door in opvanghuizen. Korte tijd verbleef hij bij een stiefgezin in het dorp Alligny-en-Morvan, waar hij boeken las en dagdroomde in een bedompt buitentoilet waar het rook naar oude bomen en zompige aarde.
Op zijn tiende werd hij veroordeeld voor diefstal en belandde hij in een jeugdgevangenis. Hij was onschuldig, maar omdat de wereld hem desondanks tot dief had verklaard, besloot hij deze reputatie na te leven. “Ik verwierp de wereld die mij verworpen had", schreef Genet later.
Op 19-jarige leeftijd ontsnapte Jean Genet uit de gevangenis. Hij sloot zich aan bij het Frans Vreemdelingenlegioen, om al snel weer te deserteren. Tien jaar zwierf hij door Europa en bracht hij – wegens veroordelingen voor landlopen, homoseksualiteit, prostitutie, diefstal en smokkelen – veel tijd door in Europese gevangenissen. Aan het einde van deze periode verbleef Genet in nazi-Duitsland, waarover hij schreef: “Dit is een natie van dieven. Wanneer ik hier steel, betekent dat niets bijzonders voor de realisatie van mezelf. Ik gehoorzaam slechts de gebruikelijke gang van de dingen. Ik vernietig niets.”
Vanaf 1942 schreef Jean Genet autobiografische boeken waarin de bourgeoisie belachelijk wordt gemaakt en de pracht van diefstal en homoseksualiteit wordt gevierd. In 1948 werd hij voor de tiende keer veroordeeld wegens inbraak, waardoor hij automatisch levenslange gevangenisstraf kreeg opgelegd. Dankzij petities van André Gide, Jean Cocteau, en zijn latere biograaf Jean-Paul Sartre, kwam hij toch vrij. Als dank schreef hij een gedicht waarin de waarden van criminelen en het meditatieve leven in de gevangeniscel worden geprezen.
Met zijn eerste twee toneelstukken: Les Bonnes (De Meiden, 1947) en Haute Surveillance (Onder Toezicht, 1949) vestigde hij naam als avant-gardistisch toneelschrijver. Zijn toneelstukken zijn imponerend en moeilijk te beschrijven. Het erotische en obscene wordt getransformeerd tot universele poëzie. Genet exploreert de uiterste consequenties. Zijn thema’s en objecten laten de schaamte ver achter zich. Zijn doel: de façade van de solidaire gemeenschap vermorzelen om zo de naakte mens in al zijn eenzaamheid te tonen.
Genet verspreidde in 1950 de door hemzelf geregisseerde film Un chant d'amour onder een select gezelschap. Plannen voor een bioscoopuitgave in 1970 hield hij tegen.
Hij steunde onder meer de PLO, de RAF, de Black Panthers, en Angela Davis.
Genet liet een huis bouwen in Larache, Marokko. Tijdens een verblijf in Parijs werd hij op 75-jarige leeftijd dood in zijn hotelkamer aangetroffen door zijn vriend, de ex-coureur Jacques Maglia.. Genet werd begraven op het Spaanse kerkhof van Larache, Marokko.
In 2002 kwam de opera Le Balcon uit, van de Hongaarse dirigent en componist Peter Eötvös. De Franse componist Michaël Lévinas voltooide in 2003 een opera in drie aktes gebaseerd op De Negers.

## Vertaalde werken
- Dagboek van een dief. Vertaald door Kiki Coumans. Uitgeverij De Bezige Bij, 2019 (een eerdere vertaling, onder de titel Dagboek van de dief, van de hand van C.N. Lijsen, verscheen in 1965, tevens bij De Bezige Bij).
- Onze Lieve Vrouw van de Bloemen. Vertaald door C.N. Lijsen, Uitgeverij De Bezige Bij, 1966.
- Querelle uit Brest. Vertaald door Matthijs Bakker, Uitgeverij Arena, 1989.
- Rembrandt. Wat overbleef van een in kleine, heel regelmatige vierkantjes gescheurde en in de plee gemikte Rembrandt. Vertaald door Matthijs Bakker, Uitgeverij Arena, 1990.
- Lijkbezorging. Vertaald door Karina van Santen en Martine Vosmaer, Uitgeverij Arena, 1992.
- Wonder van de Roos. Vertaald door C.N. Lijsen, Uitgeverij De Bezige Bij, 1968.
- Een verliefde gevangene. Vertaald door Ernst van Altena, Uitgeverij De Bezige Bij, 1989.
- De koorddanser (prozagedicht). Vertaald door Kiki Coumans, Uitgeverij Vleugels, 2019.
- de essays: Het atelier van Alberto Giacometti; Rembrandt: wat overbleef van een in kleine, heel regelmatige vierkantjes gescheurde en in de plee gemikte Rembrandt
- de drama's: De Meiden; Onder Toezicht; Het Balkon; De Negers.

## Trivia
- Van Journal du voleur verscheen in 1993 een Franstalige stripversie van Edmond Baudoin.
- Divine, ook bekend als Harris Glenn Milstead, kreeg zijn artiesten-naam van John Waters. Waters gebruikte de naam van de hoofdpersoon Divine uit het boek Notre-Dame-des-Fleurs (1943) van Jean Genet.
- David Bowie zong over Jean Genet in het nummer "The Jean Genie" uit 1972.
- CocoRosie zingt samen met Antony Hegarty over hem in het nummer "Beautiful Boyz", op het album Noah's Ark.
- Peter Doherty citeert uit "Our Lady Of The Flowers" in het nummer "Last of The English Rose" uit 2009.
- Rainer Werner Fassbinder maakt in 1982 Querelle, zijn laatste film, naar aanleiding van het boek Querelle uit Brest.

- Bibsys: 90059468
- Biblioteca Nacional de España: XX1152694
- Bibliothèque nationale de France: cb11998463n (data)
- Catàleg d'autoritats de noms i títols de Catalunya: 981058521565106706
- CiNii: DA02729231
- Digitale Bibliotheek voor de Nederlandse Letteren: gene007
- Gemeinsame Normdatei: 118538411
- International Standard Name Identifier: 0000 0001 2146 3280
- Library of Congress Control Number: n79060478
- Nationale Bibliotheek van Letland: 000007688
- MusicBrainz: 477cd5e5-bc38-46e5-8eed-f80a38f4b880
- Bibliotheek van het Japanse parlement: 00440720
- Nationale Bibliotheek van Tsjechië: jn20000601747
- Nationale bibliotheek van Australië: 36047030
- Nationale Bibliotheek van Israël: 987007261512805171
- Nationale Bibliotheek van Polen: a0000001183782
- Nationale en Universitaire bibliotheek Zagreb: 000044610
- Nederlandse Thesaurus van Auteursnamen: 068414560
- Réseau des bibliothèques de Suisse occidentale: 02-A003287209
- Istituto Centrale per il Catalogo Unico: CFIV046705
- LIBRIS: 55578
- SNAC: w6x92x1p
- Système universitaire de documentation: 028077407
- Trove: 1200727
- Union List of Artist Names: 500524415
- Virtual International Authority File: 106050616
- WorldCat: E39PBJycJCDgchFqvDkBprfpfq